# Самойлов, Иван Михайлович
Иван Михайлович Самойлов (1912 — 11 февраля 1940) — командир роты 255-го стрелкового полка, лейтенант. Герой Советского Союза.

## Биография
Родился в 1912 году в деревне Беленино (ныне — Сафоновского района Смоленской области). В 1934 году призван в Красную Армию. После службы вернулся домой, работал председателем колхоза.
В 1939 году вновь призван в армию. Окончил курсы среднего командного состава. Принимал участие в освободительном походе в Западную Украину и Западную Белоруссию в 1939 году. Во время войны с Финляндией 1939—1940 годов сражался на Карельском перешейке, командовал стрелковой ротой.
Отличился в боях на выборгском направлении 11 февраля 1940 года у укрепленного района Хотинен. На участке фронта в районе высоты «Язык» его рота после артиллерийской подготовки без танковой поддержки пошла в атаку. Огонь из уцелевшего вражеского дота прижал бойцов к земле. В ответственный момент боя командир поднял роту на штурм вражеского дота, уничтожил его вместе с гарнизоном и водрузил на нём Красное знамя. В этом бою погиб.
Указом Президиума Верховного Совета СССР от 21 марта 1940 года за образцовое выполнение боевых заданий командования на фронте борьбы с финской белогвардейщиной и проявленные при этом доблесть и мужество лейтенанту Самойлову Ивану Михайловичу присвоено звание Героя Советского Союза.
Награждён орденом Ленина.
Похоронен в братской могиле посёлка Солдатское Выборгского района Ленинградской области.